# Kalle Widmark
Karl Elof Widmark, född 16 juni 1911 i Västerås, död 14 oktober 1995, var en svensk kanotist som blev världsmästare i K1 1 000 meter och K1 10 000 meter vid 1938 års världsmästerskap i kanot i Vaxholm. Widmark fick 1935 diagnosen "obotligt hjärtfel" och giftstruma. Efter ett års overksam behandling från sjukvården gick han med i Are Waerlands kostexperiment sommaren 1936. Bara efter tre månader på waerlandkost (laktovegetarisk) kunde Widmark börja träna igen och efter ett år var han i bättre form än tidigare[källa behövs]. 
Kalle Widmark representerade Västerås kanotförening.
Widmark är Stor grabb nummer 3 på Svenska Kanotförbundets lista över mottagare för utmärkelsen Stor kanotist.